# Estádio Municipal Coronel Francisco Vieira

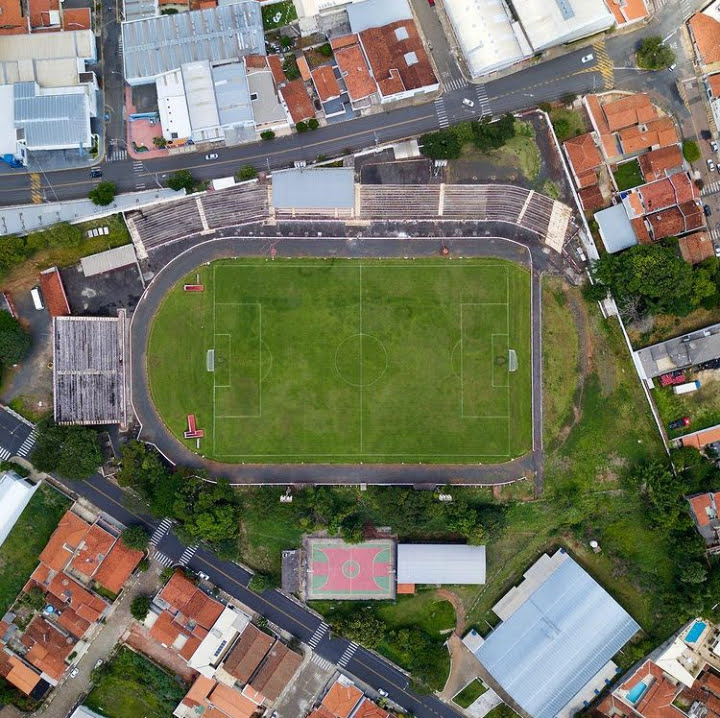
Vista aérea do Chico Vieira

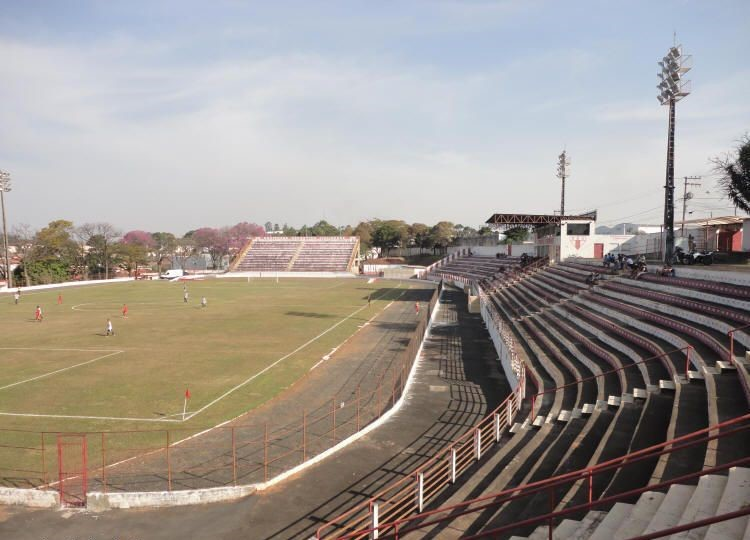
Vista panorâmica das arquibancadas, cabines, e tobogã ao fundo

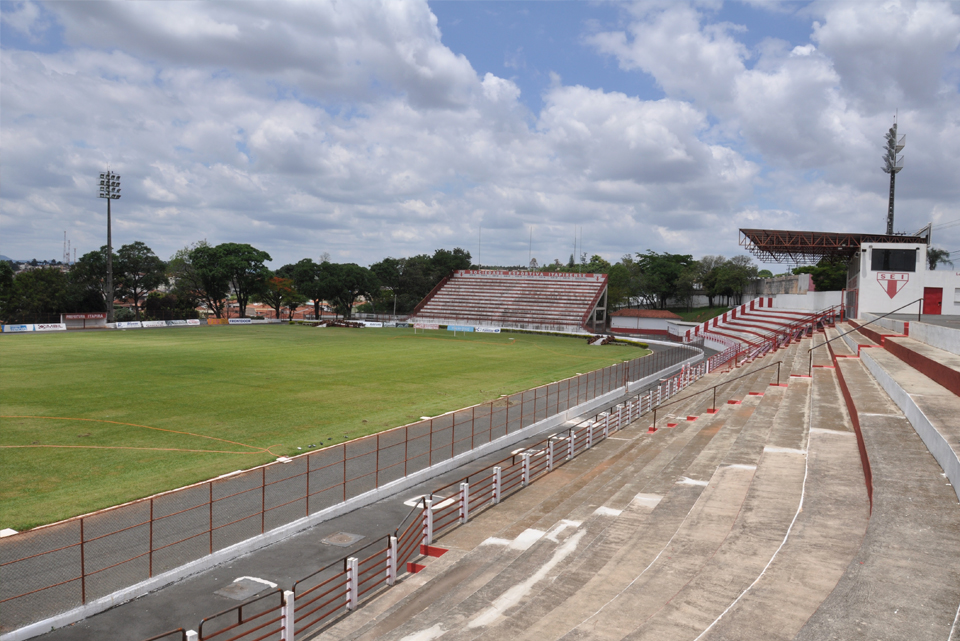
Cabines e Tobogã

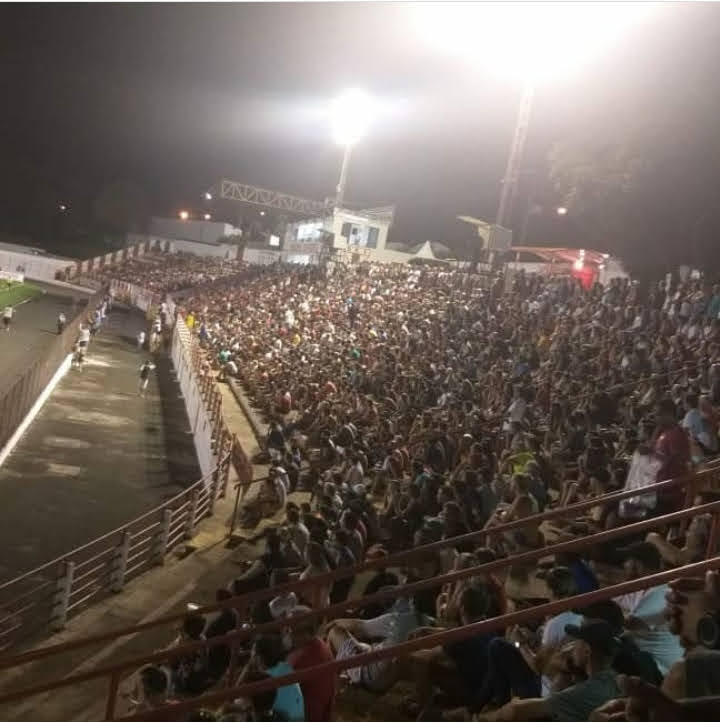
Púbico acompanhando jogo válido pela Copinha de 2020 entre Itapirense X Vasco da Gama

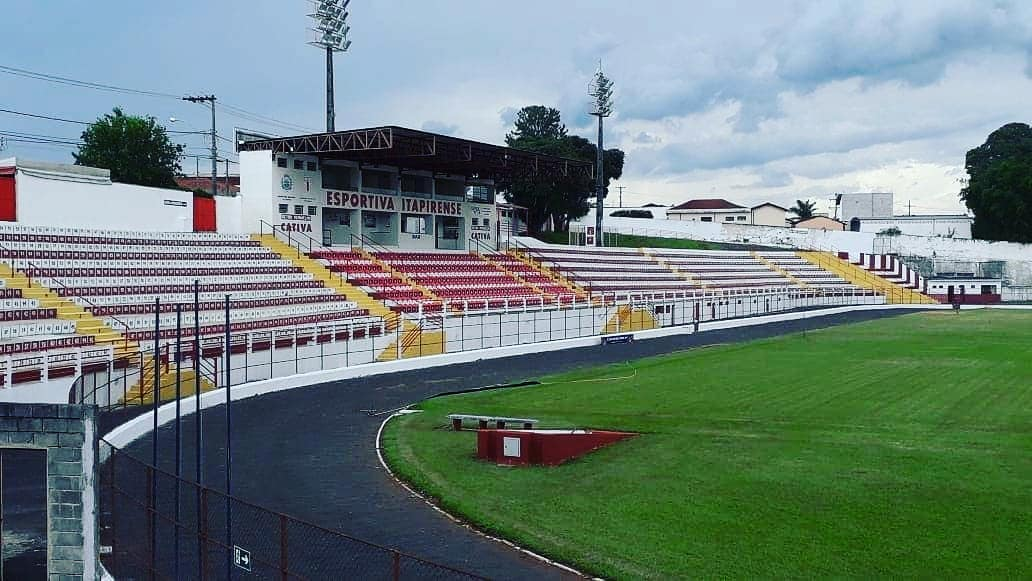
Estádio Municipal Coronel Francisco Vieira

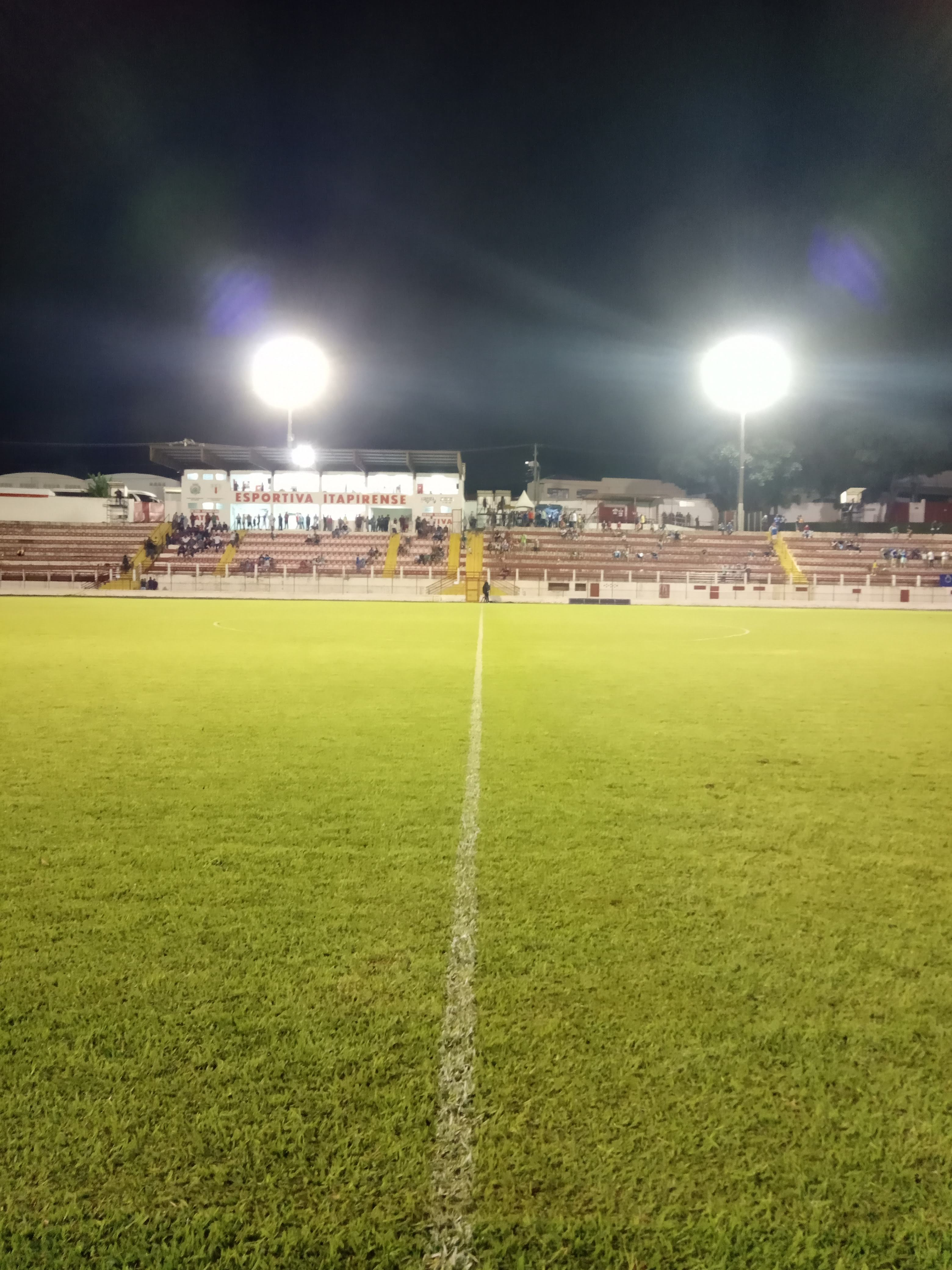
Cruzeiro X Palmas-To Copinha 2022.jpg

O Estádio Municipal Coronel Francisco Vieira, também chamado de Chico Vieira, Francisco Vieira, Toca do Coelho, ou Itapirão, está localizado na cidade de Itapira, no estado de São Paulo. Com capacidade para 7.000 pessoas, o "Chico Vieira" possui salas especiais para a imprensa e um moderno sistema de iluminação. Seu gramado recebe cuidados intensivos e hoje é um dos melhores da região. É o estádio onde a Sociedade Esportiva Itapirense manda seus jogos no Campeonato Paulista de Futebol Segunda Divisão, Copa São Paulo de Futebol Júnior e Paulista de Base

## História
O estádio tem esse nome, desde a primeira metade só no século XX, pois foi o Coronel Francisco Vieira que cedeu as terras para sua primeira construção, nas proximidades do Juca Mulato, posterior mudou-se para o lugar atual e foi reinaugurado de 24 de outubro de 1965 com o mesmo nome.
Francisco Vieira foi um benemérito itapirense, proprietário de terras no município, atuando também na política em sua época.
Até o fim de 2007 o estádio de Itapira possuía capacidade para aproximadamente 2.500 lugares. Devido ao acesso da Esportiva Itapirense à série A3 de 2008 ele precisou ser ampliado, e sua capacidade aumentou para aproximadamente 5.000 lugares.
Em 2009, com investimento de recursos do governo federal, foi iniciado a construção de um novo lance de arquibancadas, o Tobogã, (que atualmente acomoda o setor de visitantes) ampliando sua capacidade para 7.000 lugares.
Em 2014 a Itapirense disputou a Série A2, e por conta de exigências do seu regulamento, foram instaladas arquibancadas móveis, aumentado a sua capacidade para 15.000 lugares, que, logo após o fim do campeonato foram removidas. Nesse mesmo ano, o Chico Vieira recebeu o primeiro jogo de Série A1 do Paulista de sua história, com o confronto entre Mogi Mirim Esporte Clube e Paulista de Jundiaí, o jogo terminou empatado em 4x4. Outra curiosidade foi que também em 2014 o Guaçuano mandou seus jogos na Série A3, fazendo que naquele ano ele recebesse jogos das três principais divisões do Futebol Paulista.
Em 2018 o estádio foi sede da Copinha pela primeira vez.

## Chuva
Uma forte chuva com rajadas de vento no final de Março de 2022, danificou totalmente a cobertura do estádio interditando o setor das cativas e as cabines de imprensa. Os refletores também foram bastante afetados.

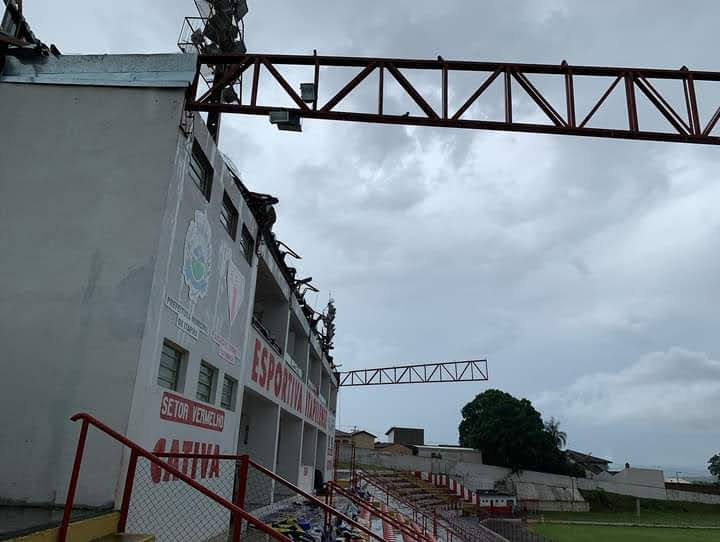
Cobertura totalmente danificada devido a forte ventania Foto: Divulgação

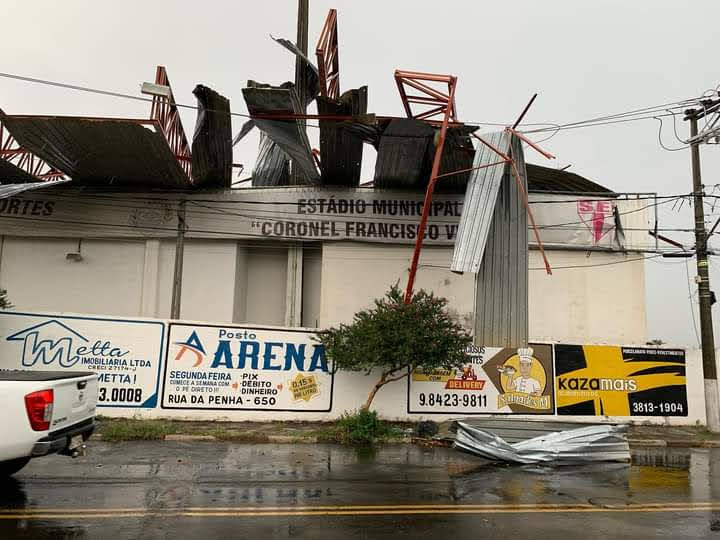
Vendaval arrancou a cobertura do Chico Vieira. Foto: Divulgação